# Thiên Trạch Lý
Quẻ Lý Thiên Trạch

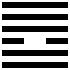
Đồ hình quẻ Thiên Trạch Lý

đồ hình ||:||| còn gọi là quẻ Lý (履 lủ), là quẻ thứ 10 trong Kinh Dịch.
- Nội quái là ☱ (||: 兌 dũi) Đoài hay Đầm (澤).
- Ngoại quái là ☰ (||| 乾 qiàn) Càn hay Trời (天).

Văn Vương viết thoán từ:

Lý hổ vĩ, bất điệt nhân, hanh (履虎尾, 不咥人, 亨).
Chu Công viết hào từ:

Sơ cửu: Tố lý, vãng, vô cữu.
Cửu nhị: Lý đạo thản thản, u nhân trinh cát.
Lục tam: Miễu, năng thị; bả, năng lý. Lý hổ vĩ, diệt nhân, hung. Võ nhân vi vu đại quân.
Cửu tứ: Lý hổ vĩ, sách sách (hoặc sóc sóc) chung cát.
Cửu ngũ: Quyết lý, trinh lệ.
Thượng cửu: Thị lý, khảo tường, kỳ toàn, nguyên cát.
Giải nghĩa: Lễ dã. Lộ hành. Nghi lễ, có chừng mực, khuôn phép, dẫm lên, không cho đi sai, có ý chặn đường thái quá, hệ thống, pháp lý. Hổ lang đang đạo chi tượng: tượng hổ lang đón đường.